# Jan Czerniak
Jan Marian Czerniak (* 21. Dezember 1906 in Sokolniki, Provinz Posen; † 3. Februar 1999 in Gniezno) war ein polnischer römisch-katholischer Geistlicher und Weihbischof in Gniezno.

## Leben
Jan Czerniak besuchte das Gymnasium in Września. Nachdem er 1926 das Abitur erlangt hatte, studierte er Philosophie und Katholische Theologie an den Priesterseminaren in Gniezno (1927–1929) und in Posen (1929–1932). Am 12. Juni 1932 empfing er im Posener Dom durch den Erzbischof von Gniezno und Posen, August Kardinal Hlond SDB, das Sakrament der Priesterweihe.
Czerniak war zunächst als Pfarrvikar der Pfarrei Hl. Dreifaltigkeit in Strzelno tätig, bevor er 1938 Kirchlicher Assistent des katholischen Jugendverbands der Erzbistümer Gniezno und Posen sowie im September 1939 zusätzlich Pfarrer in Antoninek wurde. Jan Czerniak geriet ins Visier der deutschen Besatzungsbehörden und wurde im November 1939 im Priesterlager in Kazimierz Biskupi interniert. Nach seiner Freilassung im August 1940 wirkte er in der Pfarrei Maria Königin des Rosenkranzes in Wysokie Koło. Im November 1944 wurde ihm durch die deutschen Besatzer die Amtsausübung verboten. Danach lebte er bei seiner Familie in Inowłódz. Im März 1945 konnte Czerniak in das Erzbistum Gniezno zurückkehren, wo er Pfarrer der Pfarrei St. Katharina in Smogulec wurde. Zusätzlich war er Seelsorger in den Pfarreien St. Anna in Jaktorów und St. Margareta in Chojna. Ab 1947 war Jan Czerniak in der Pastoralabteilung des Erzbistums Gniezno tätig, deren Leiter er 1957 wurde. 1947 wurde er zudem Domherr an der Kathedrale von Gniezno. Daneben erwarb Czerniak 1949 an der Jagiellonen-Universität in Krakau einen Magister Theologiae. Außerdem fungierte er ab 1951 als Prosynodalexaminator und ab 1956 als Kirchenanwalt am Kirchengericht des Erzbistums Gniezno. Ferner lehrte Czerniak Pastoraltheologie am Priesterseminar in Gniezno.
Am 18. November 1958 ernannte ihn Papst Johannes XXIII. zum Titularbischof von Eudocia und zum Weihbischof in Gniezno. Der Erzbischof von Gniezno und Warschau, Stefan Kardinal Wyszyński, spendete ihm am 2. Februar 1959 in der Kathedrale von Gniezno die Bischofsweihe; Mitkonsekratoren waren der Erzbischof von Posen, Antoni Baraniak SDB, und der Weihbischof in Gniezno, Lucjan Bernacki. Jan Czerniak wählte den Wahlspruch Maria. Zudem wirkte Czerniak als Generalvikar des Erzbistums Gniezno und als Leiter der Verwaltungsabteilung an der Diözesankurie. Darüber hinaus war er Delegierter des Erzbischofs im Priesterrat und im Pastoralrat sowie Verwalter des Mensalguts. Ferner wurde er 1958 Domdechant und 1975 Dompropst. Nach dem Tod von Erzbischof Stefan Kardinal Wyszyński am 28. Mai 1981 leitete Jan Czerniak bis zum 8. Juli desselben Jahres während der Zeit der Sedisvakanz das Erzbistum Gniezno als Kapitularvikar.
In der Polnischen Bischofskonferenz gehörte Jan Czerniak den Kommissionen für die Marienverehrung und die Seelsorge an. Von 1961 bis 1981 fungierte er zudem als Protokollant der Plenarsitzungen der Bischofskonferenz. Außerdem nahm Czerniak an der zweiten und vierten Sitzungsperiode des Zweiten Vatikanischen Konzils teil.
Am 11. Februar 1989 nahm Papst Johannes Paul II. das von Jan Czerniak aus Altersgründen vorgebrachte Rücktrittsgesuch an. Czerniak starb am 3. Februar 1999 in Gniezno und wurde auf dem dortigen Friedhof St. Peter und Paul beigesetzt.

## Schriften
- Starania o zatwierdzenie przez Kościół św. mszy św. o Sercu Jezusowym. In: Ruch Biblijny i Liturgiczny. Band 2, Nr. 3, 1949, S. 172–185.
- Kult Serca Jezusowego w liturgii mszalnej. In: Ruch Biblijny i Liturgiczny. Band 2, Nr. 4, 1949, S. 271–279.